# Польский народный танец

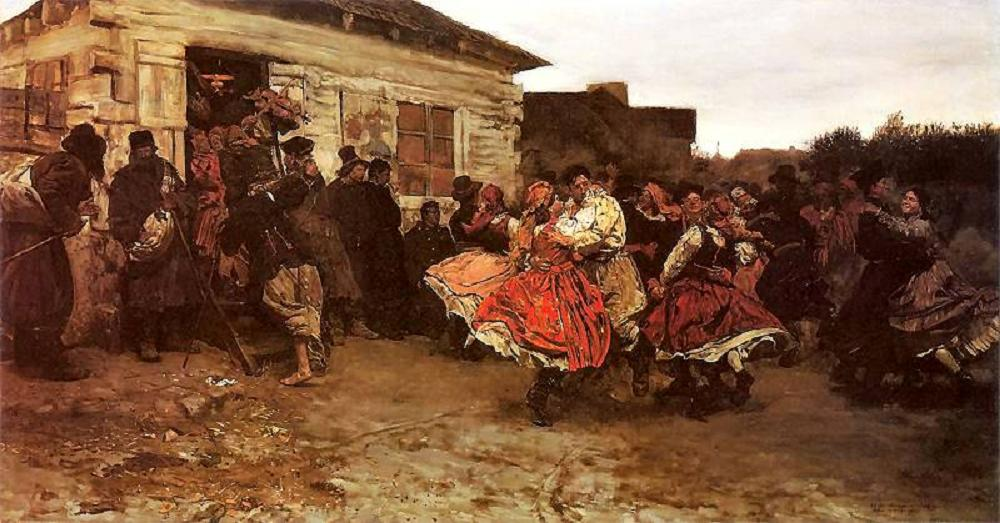
Ю. Хелмоньский. Оберек, 1878

Польский народный танец — танцевальное искусство польского народа.
Польский народный танец возник в крестьянской среде. Уже намного позже горожане также начали сочинять танцы. Первоначально танцы были связаны с обрядами, традициями, семейными и общественными праздниками, началом и окончанием полевых работ и календарными играми. Поэтому польские народные танцы массовые, яркие и зрелищные. Некоторые танцы одновременно могло бы танцевать более 100 человек.
Чаще всего польский народный танец парный и массовый. В польских танцах много сложных движений и поз, линии обычно чёткие, плавные и последовательные. Польские народные танцы имеют своеобразную пластику. Они лиричные, лёгкие, и в то же время — ритмичные и темпераментные.
Польские танцы подразделяются на повсеместно распространённые и региональные. К повсеместно распространённым танцам относятся полонез, мазур, мазурка, оберек, куявяк и краковяк. Примерами региональных танцев являются трояк, збуйницкие, гуральские танцы и т. д.
Многие польские танцы обрели популярность в странах Европы. Хотя бальный и сценический варианты танцев немного отличаются от народного, тем не менее они сохранили основные народные черты.